# Бела църква (Нестрамско)
Вижте пояснителната страница за други значения на Бела църква.
Бела църква (изписване до 1945 година: Бѣла църква) е бивше село в Егейска Македония, Гърция, на територията на дем Нестрам, област Западна Македония.

## География
Селото е било разположено на два километра югоизточно от Гръче.

## История
Село Бела църква е било малко българско село, изоставено в размирното време в края на XVIII век при конфликта на Али паша Янински и други албански феодали с централната власт. Жителите на Бела църква са отведени от Али паша в Епир. След тридесетина години интернация и заедно с други семейства от околните села основават село Гръче.